# バーミンガム・シティFC
バーミンガム・シティ・フットボール・クラブ（Birmingham City Football Club、イギリス英語発音：[ˈbəːmiŋəm ˈsiti ˈfutˌbɔːl klʌb]）は、イギリス、ウェスト・ミッドランズ州、バーミンガムに本拠地を置くサッカークラブ。同じバーミンガムを本拠地とするアストン・ヴィラFCとの対決はバーミンガム・ダービーとして盛り上がりを見せる。

## 歴史

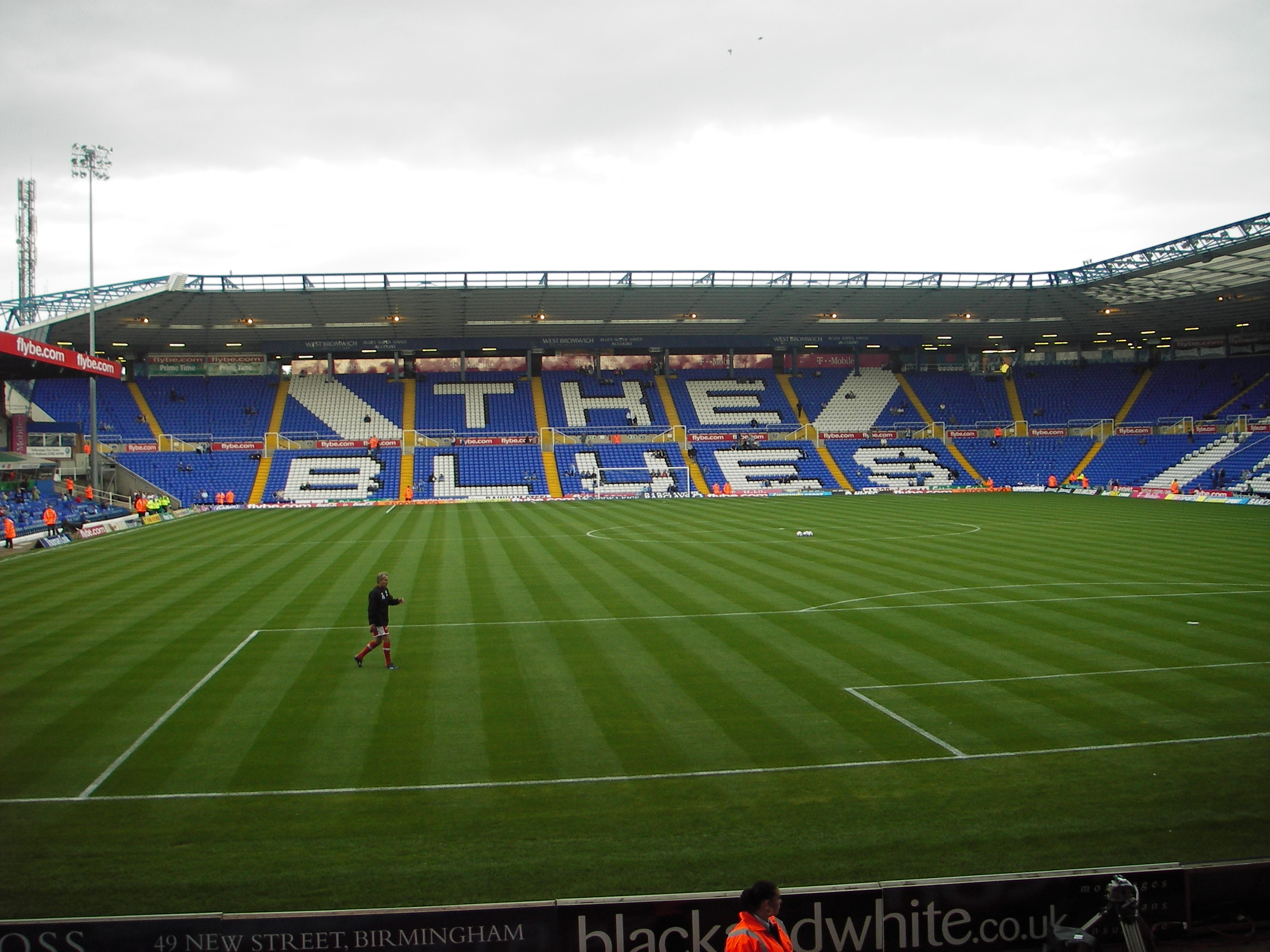
セント・アンドルーズ・スタジアム

1875年、スモールヒース・アライアンス（Small Heath Alliance）として創設し、1945年に現在の呼称となる。タイトルはリーグカップを2回制したのみで、リーグ戦ではまだない。2002年、プレーオフの末プレミアリーグへの昇格を果たした。アストン・ヴィラFCとの対戦はバーミンガム・ダービーとして盛り上がりを見せるが、2005-06シーズンは18位に終わり、4シーズンぶりに降格した。しかし、2006-07シーズンは2位に入り、プレミアリーグ昇格を決めた。2007-08シーズンは19位で終え、翌シーズンはチャンピオンシップでプレミアリーグ復帰を目指すこととなった。そして、2008-09シーズンはチャンピオンシップで2位となり、1シーズンでプレミアリーグ復帰が決まった。2010-11シーズンには48年ぶりとなるフットボールリーグカップ優勝を果たしたが、カップ戦優勝以降成績が上向かず、2シーズンぶりに降格が決定した。
2007年7月17日、香港の実業家カーソン・ヨンが所有する投資会社グランドトップ・インターナショナル・ホールディングスがクラブ株式の29.9％を取得した。2009年9月30日、クラブの株式の86％を取得し、実質的に経営権を握った。
一時期、ユニホームサプライヤーには中華人民共和国のスポーツ用品メーカーXtep（特歩）が務めていた。
2016年3月には、新たにadidasと2016-17シーズンから2020年まで4年にわたる、ユニフォームサプライヤーの契約を締結した。
2010-11シーズン以降はチャンピオンシップでの戦いが続き、中位から残留圏内のシーズンが続いている。後にイングランド代表としても活躍し、16歳38日というクラブ史上最年少出場記録を樹立したジュード・ベリンガムがキャリアをスタートさせたクラブとして有名で、背番号「22」は永久欠番となっている
。
2023-24シーズンは、2023年9月に元プロアメリカンフットボール選手であるトム・ブレイディが新共同オーナーに就任。ジョン・ユースタス監督の下で、2022-23シーズン残留ギリギリの17位で終わっていたチームが昇格プレーオフ圏内の6位（5勝3分3敗）と躍進していたが、成績に満足できないクラブ上層部は同年10月にユースタス監督を解任。後任として元イングランド代表FWウェイン・ルーニーが就任。ところがこの人事が裏目となり、15試合で勝点10（2勝4分9敗）しか上積みできず、その結果24チーム中20位まで転落してしまい、わずか3か月で解任された。2024年1月8日、かつてセルティックFCなどを率いたトニー・モウブレイが後任として就任。8試合を指揮し、4勝1分3敗とやや盛り返した矢先にわずか1か月後の2月にモウブレイ監督の健康問題が浮上し、6～8週間チームを離れることになった。その間アシスタントコーチのマーク・ビーナスが暫定的に6試合を指揮したが、1分5敗と再び失速し21位まで転落した。新たな暫定監督として2014年10月から2016年12月までバーミンガムを指揮した経験を持つゲイリー・ローウェットがシーズン終了まで率いることになった。最終的にルーニー、ビーナス暫定政権時の借金が大きく響き、24チーム中22位で終え、1994-95シーズン以来となる3部降格となった。
2024-25シーズンは、シーズンを通して安定した戦いを見せ続け、2025年4月8日に行われたピーターバラ・ユナイテッドFC戦を2-1で勝利し、1年でのチャンピオンシップ復帰を決めた。

## 名称変更
- 1875 - 1888 スモール・ヒース・アライアンスFC
- 1888 - 1905 スモール・ヒースFC
- 1905 - 1945 バーミンガムFC
- 1945 - 現在 バーミンガム・シティFC

## タイトル

### 国内タイトル
- フットボールリーグカップ : 2回

1962-63, 2010-11

### 国際タイトル
- なし

## 過去の成績
| シーズン | リーグ             | リーグ | リーグ | リーグ | リーグ | リーグ | リーグ | リーグ | リーグ | FAカップ     | リーグ杯     | 欧州カップ / その他 | 欧州カップ / その他 | 最多得点者                             | 最多得点者 |
| シーズン | ディビジョン       | 試     | 勝     | 分     | 敗     | 得     | 失     | 点     | 順位   | FAカップ     | リーグ杯     | 欧州カップ / その他 | 欧州カップ / その他 | 選手                                   | 得点数     |
| -------- | ------------------ | ------ | ------ | ------ | ------ | ------ | ------ | ------ | ------ | ------------ | ------------ | ------------------- | ------------------- | -------------------------------------- | ---------- |
| 2000-01  | ディヴィジョン1    | 46     | 23     | 9      | 14     | 59     | 48     | 78     | 5位    | 3回戦敗退    | 準優勝       |                     |                     | ジョフ・ホースフィールド               | 12         |
| 2001-02  | ディヴィジョン1    | 46     | 21     | 13     | 12     | 70     | 49     | 76     | 5位    | 3回戦敗退    | 3回戦敗退    |                     |                     | トミー・ムーニー                       | 15         |
| 2002-03  | プレミアリーグ     | 38     | 13     | 9      | 16     | 41     | 49     | 48     | 13位   | 3回戦敗退    | 3回戦敗退    |                     |                     | スターン・ジョン                       | 9          |
| 2003-04  | プレミアリーグ     | 38     | 12     | 14     | 12     | 43     | 48     | 50     | 10位   | 5回戦敗退    | 2回戦敗退    |                     |                     | ミカエル・フォルセル                   | 19         |
| 2004-05  | プレミアリーグ     | 38     | 11     | 12     | 15     | 40     | 46     | 45     | 12位   | 4回戦敗退    | 3回戦敗退    |                     |                     | エミール・ヘスキー                     | 11         |
| 2005-06  | プレミアリーグ     | 38     | 8      | 10     | 20     | 28     | 50     | 34     | 18位   | 準々決勝敗退 | 準々決勝敗退 |                     |                     | ミカエル・フォルセルイジー・ヤロシーク | 8          |
| 2006-07  | チャンピオンシップ | 46     | 26     | 8      | 12     | 67     | 42     | 86     | 2位    | 4回戦敗退    | 4回戦敗退    |                     |                     | ギャリー・マクシェフリー               | 16         |
| 2007-08  | プレミアリーグ     | 38     | 8      | 11     | 19     | 46     | 62     | 35     | 19位   | 3回戦敗退    | 3回戦敗退    |                     |                     | ミカエル・フォルセル                   | 9          |
| 2008-09  | チャンピオンシップ | 46     | 23     | 14     | 9      | 54     | 37     | 83     | 2位    | 3回戦敗退    | 2回戦敗退    |                     |                     | ケヴィン・フィリップス                 | 14         |
| 2009-10  | プレミアリーグ     | 38     | 13     | 11     | 14     | 38     | 47     | 50     | 9位    | 準々決勝敗退 | 3回戦敗退    |                     |                     | キャメロン・ジェローム                 | 11         |
| 2010-11  | プレミアリーグ     | 38     | 8      | 15     | 15     | 37     | 58     | 39     | 18位   | 準々決勝敗退 | 優勝         |                     |                     | クレイグ・ガードナー                   | 10         |
| 2011-12  | チャンピオンシップ | 46     | 20     | 16     | 10     | 78     | 51     | 76     | 4位    | 5回戦敗退    | 3回戦敗退    | EL                  | グループリーグ敗退  | マーロン・キング                       | 18         |
| 2012-13  | チャンピオンシップ | 46     | 15     | 16     | 15     | 63     | 69     | 61     | 12位   | 3回戦敗退    | 2回戦敗退    |                     |                     | マーロン・キング                       | 14         |
| 2013-14  | チャンピオンシップ | 46     | 11     | 11     | 24     | 58     | 74     | 44     | 21位   | 4回戦敗退    | 4回戦敗退    |                     |                     | フェデリコ・マケダリー・ノヴァク       | 10         |
| 2014-15  | チャンピオンシップ | 46     | 16     | 15     | 15     | 54     | 64     | 63     | 10位   | 4回戦敗退    | 2回戦敗退    |                     |                     | クレイトン・ドナルドソン               | 16         |
| 2015-16  | チャンピオンシップ | 46     | 16     | 15     | 15     | 53     | 49     | 63     | 10位   | 3回戦敗退    | 3回戦敗退    |                     |                     | クレイトン・ドナルドソン               | 11         |
| 2016-17  | チャンピオンシップ | 46     | 13     | 14     | 19     | 45     | 64     | 53     | 19位   | 3回戦敗退    | 1回戦敗退    |                     |                     | ルーカス・ユトキエヴィッツ             | 12         |
| 2017-18  | チャンピオンシップ | 46     | 13     | 7      | 26     | 38     | 68     | 46     | 19位   | 4回戦敗退    | 2回戦敗退    |                     |                     | チェ・アダムス                         | 9          |
| 2018-19  | チャンピオンシップ | 46     | 14     | 19     | 13     | 64     | 58     | 52     | 17位   | 3回戦敗退    | 1回戦敗退    |                     |                     | チェ・アダムス                         | 22         |
| 2019-20  | チャンピオンシップ | 46     | 12     | 14     | 20     | 54     | 75     | 50     | 20位   | 5回戦敗退    | 1回戦敗退    |                     |                     | ルーカス・ユトキエヴィッツ             | 15         |
| 2020-21  | チャンピオンシップ | 46     | 13     | 13     | 20     | 37     | 61     | 52     | 18位   | 3回戦敗退    | 1回戦敗退    |                     |                     | ルーカス・ユトキエヴィッツ             | 8          |
| 2021-22  | チャンピオンシップ | 46     | 11     | 14     | 21     | 50     | 75     | 47     | 20位   | 3回戦敗退    | 2回戦敗退    |                     |                     | スコット・ホーガン                     | 10         |
| 2022-23  | チャンピオンシップ | 46     | 14     | 11     | 21     | 47     | 58     | 53     | 17位   | 4回戦敗退    | 1回戦敗退    |                     |                     | スコット・ホーガン                     | 10         |
| 2023-24  | チャンピオンシップ | 46     | 13     | 11     | 22     | 50     | 65     | 50     | 22位   | 4回戦敗退    | 2回戦敗退    |                     |                     | ジェイ・スタンスフィールド             | 12         |
| 2024-25  | EFLリーグ1         |        |        |        |        |        |        |        |        |              |              |                     |                     |                                        |            |

## 欧州の成績
| シーズン | 大会                                 | ラウンド   | 対戦相手         | ホーム | アウェー | プレーオフ | 合計 |  |
| -------- | ------------------------------------ | ---------- | ---------------- | ------ | -------- | ---------- | ---- |  |
| 1955-58  | インターシティーズ・フェアーズカップ | グループB  | インテル         | 2-1    | 0-0      | N/A        | 1位  |  |
| 1955-58  | インターシティーズ・フェアーズカップ | グループB  | Zagreb XI        | 3-0    | 1-0      | N/A        | 1位  |  |
| 1955-58  | インターシティーズ・フェアーズカップ | 準決勝     | バルセロナ       | 4-3    | 0-1      | 1-2        | 5-6  |  |
| 1958-60  | インターシティーズ・フェアーズカップ | 1回戦      | Cologne XI       | 2-0    | 2-2      | N/A        | 4-2  |  |
| 1958-60  | インターシティーズ・フェアーズカップ | 2回戦      | Zagreb XI        | 1-0    | 3-3      | N/A        | 4-3  |  |
| 1958-60  | インターシティーズ・フェアーズカップ | 準決勝     | ユニオン         | 4-2    | 4-2      | N/A        | 8-4  |  |
| 1958-60  | インターシティーズ・フェアーズカップ | 決勝       | バルセロナ       | 0-0    | 1-4      | N/A        | 1-4  |  |
| 1960-61  | インターシティーズ・フェアーズカップ | 1回戦      | ウーイペシュト   | 3-2    | 2-1      | N/A        | 5-3  |  |
| 1960-61  | インターシティーズ・フェアーズカップ | 2回戦      | KB               | 5-0    | 4-4      | N/A        | 9-4  |  |
| 1960-61  | インターシティーズ・フェアーズカップ | 準決勝     | インテル         | 2-1    | 2-1      | N/A        | 4-2  |  |
| 1960-61  | インターシティーズ・フェアーズカップ | 決勝       | ローマ           | 2-2    | 0-2      | N/A        | 2-4  |  |
| 1961-62  | インターシティーズ・フェアーズカップ | 2回戦      | エスパニョール   | 1-0    | 2-5      | N/A        | 3-5  |  |
| 2011-12  | UEFAヨーロッパリーグ                 | プレーオフ | ナシオナル       | 3-0    | 0-0      | N/A        | 3-0  |  |
| 2011-12  | UEFAヨーロッパリーグ                 | グループH  | ブラガ           | 1-3    | 0-1      | N/A        | 3位  |  |
| 2011-12  | UEFAヨーロッパリーグ                 | グループH  | マリボル         | 1-0    | 2-1      | N/A        | 3位  |  |
| 2011-12  | UEFAヨーロッパリーグ                 | グループH  | クラブ・ブルッヘ | 2-2    | 2-1      | N/A        | 3位  |  |

## 現所属メンバー

### フォーメーション
2024-25シーズン　開幕戦(レディング)フォーメーション(4-2-3-1)

### 現所属メンバー
2024年9月18日現在
注：選手の国籍表記はFIFAの定めた代表資格ルールに基づく。
| No. | Pos. |                | 選手名                     |
| --- | ---- | -------------- | -------------------------- |
| 2   | DF   | イングランド   | イーサン・レアード ()      |
| 3   | DF   | イングランド   | リー・ブキャナン           |
| 4   | DF   | オーストリア   | クリストフ・クラーラー     |
| 5   | DF   | イングランド   | ディオン・サンダーソン     |
| 6   | DF   | ポーランド     | クリスティアン・ビエリク   |
| 7   | FW   | スウェーデン   | エミール・ハンソン ()      |
| 9   | FW   | イングランド   | アルフィ・メイ             |
| 10  | FW   | イングランド   | ルーカス・ユトキエヴィッツ |
| 11  | FW   | スコットランド | スコット・ライト           |
| 12  | MF   | スコットランド | マーク・レオナルド         |
| 13  | MF   | 大韓民国       | ペク・スンホ               |
| 14  | MF   | イングランド   | ケシ・アンダーソン         |
| 15  | MF   | イングランド   | アルフィー・チャン         |
| 17  | FW   | スコットランド | リンドン・ダイクス ()      |

| No. | Pos. |                | 選手名                                   |
| --- | ---- | -------------- | ---------------------------------------- |
| 18  | MF   | アイスランド   | ウィトゥルム・トール・ウィトゥルムッソン |
| 19  | MF   | イングランド   | テイラー・ガードナー・ヒックマン ()      |
| 20  | DF   | イングランド   | アレックス・コクレーン                   |
| 21  | GK   | イングランド   | ライアン・アルソップ                     |
| 23  | DF   | アイスランド   | アルフォンス・サンプステッド             |
| 24  | MF   | 日本           | 岩田智輝                                 |
| 25  | DF   | イングランド   | ベン・デイヴィス                         |
| 26  | MF   | ウェールズ     | ルーク・ハリス ()                        |
| 27  | MF   | イングランド   | ブランドン・ケラ ()                      |
| 28  | FW   | イングランド   | ジェイ・スタンスフィールド               |
| 33  | FW   | 日本           | 横山歩夢                                 |
| 45  | GK   | 北アイルランド | ベイリー・ピーコック＝ファレル ()        |
| 48  | GK   | イングランド   | ブラッドレイ・マヨ                       |

監督
 クリス・デイヴィス
ローン移籍選手
in
注：選手の国籍表記はFIFAの定めた代表資格ルールに基づく。
| No. | Pos. |              | 選手名                                                   |
| --- | ---- | ------------ | -------------------------------------------------------- |
| 19  | MF   | イングランド | テイラー・ガードナー・ヒックマン (ブリストル・シティ) () |
| 23  | DF   | アイスランド | アルフォンス・サンプステッド (トゥウェンテ)              |

| No. | Pos. |              | 選手名                          |
| --- | ---- | ------------ | ------------------------------- |
| 25  | DF   | イングランド | ベン・デイヴィス (レンジャーズ) |
| 26  | MF   | ウェールズ   | ルーク・ハリス (フラム) ()      |

out
注：選手の国籍表記はFIFAの定めた代表資格ルールに基づく。
| No. | Pos. |              | 選手名                                 |
| --- | ---- | ------------ | -------------------------------------- |
| --  | MF   | ウェールズ   | タイラー・ロバーツ (ノーサンプトン) () |
| --  | MF   | イングランド | ジョージ・ホール (ウォルソール)        |

| No. | Pos. |              | 選手名                                     |
| --- | ---- | ------------ | ------------------------------------------ |
| --  | DF   | イングランド | エマニュエル・ロンジェロ (ケンブリッジ) () |
| --  | DF   | イングランド | ロメル・ドノヴァン (バートン)              |

## 永久欠番
- 22 ジュード・ベリンガム

## 歴代監督
- トレヴァー・フランシス 1996.3-2001.10
- ミック・ミルズ &  ジム・バロン 2001.10-12
- スティーヴ・ブルース 2001.12-2007.11
- アレックス・マクリーシュ 2007.11-2011.6
- クリス・ヒュートン 2011.6-2012.6
- リー・クラーク 2012.6-2014.10
- ゲイリー・ローウェット（英語版） 2014.10-2016.12、2024.3-
- ジャンフランコ・ゾラ 2016.12-2017.4
- ハリー・レドナップ 2017.4-2017.9
- スティーヴ・コッテリル（英語版） 2017.9-2018.3
- ギャリー・モンク 2018.3-2019.6
- ペップ・クロテート（英語版） 2019.6-2020.7
- アイトール・カランカ 2020.7-2021.3
- リー・ボウヤー 2021.3-2022.7
- ジョン・ユースタス（英語版） 2022.7-2023.10
- ウェイン・ルーニー 2023.10-2024.1
- トニー・モウブレイ（英語版） 2024.1-2024.3
- ゲイリー・ローウェット（英語版） 2024.3-2024.6

## 歴代所属選手

### GK
- ジョー・ハート 2009-2010
- ベン・フォスター 2010-2011

### DF
- ナイジェル・ウィンターバーン 1981-1982
- マシュー・アップソン 2002.1-2007
- ヨハン・ジュルー 2007-2008
- リアム・リッジウェル 2007-2012

### MF
- ジョゼ・ドミンゲス 1994-1995
- スタン・ラザリディス 1999-2006
- スティーブン・クレメンス 2003-2007
- セバスティアン・ラーション 2006-2011
- クレイグ・ガードナー 2010.1-2011, 2017.1-
- ジャン・ボーセジュール 2010-2012
- ケリム・ムラブティ 2019-2020
- ジュード・ベリンガム 2019-2020
- ライアン・ウッズ 2021-2022
- 三好康児 2023-2024

### FW
- アンディ・ジョンソン 1997-2002
- ミカエル・フォルセル 2003-2005.1, 2005-2008
- ドワイト・ヨーク 2004-2005
- イェスパー・グレンケア 2004-2005
- ケヴィン・フィリップス 2008-2011
- クリスティアン・ベニテス 2009-2010
- ニコラ・ジギッチ 2010-2013, 2014-2015
- 横山歩夢 2024-